# Orasema sixaolae
Orasema sixaolae är en stekelart som beskrevs av Wheeler 1937. Orasema sixaolae ingår i släktet Orasema och familjen Eucharitidae. Inga underarter finns listade i Catalogue of Life.